# Chas and Dave
Chas and Dave (också känd som Chas & Dave och Chas 'n' Dave) var en duo från London bildad i mitten av 1970-talet av de cockneyklingande musikerna, sångarna och låtskrivarna Charles "Chas" Hodges och David "Dave" Peacock. Deras mest kända låtar är "That Old Piano", "London Girls", "Rabbit", "Don't Anyone Speak English Anymore?", "Wallop" och "Beer Belly". Storhetsperioden var 1980-talet. 
Hodges avled år 2018,

## Diskografi (i urval)
Album
- One Fing 'n' Anuvver (1975)
- Rockney (1978)
- Don't Give a Monkeys (1979)
- Live at Abbey Road (1981)
- Christmas Jamboree Bag (1981)
- Mustn't Grumble (1982)
- Job Lot (1982)
- Knees Up - Christmas Jamboree Bag No.2 (1983)
- Well Pleased (1984)
- Greatest Hits (1984)
- Jamboree Bag No.3 (1985)
- Christmas Carol Album (1986)
- Flying (1987)
- Street Party (1995)
- That's What Happens (2013)

Singlar (topp 100 på UK Singles Chart)
- "Strummin' " (1978) (#52)
- "Gertcha" (1979) (#20)
- "The Sideboard Song (Got My Beer in the Sideboard Here)" (1979) (#55)
- "Rabbit" (1980) (#8)
- "Ossie's Dream (Spurs Are On Their Way To Wembley)" (med Tottenham Hotspur FC) (1981) (#5)
- "Stars Over 45" (1981) (#21)
- "Ain't No Pleasing You" (1982) (#2)
- "Tottenham Tottenham" (med Tottenham Hotspur FC) (1982)	(#19)
- "Margate" (1982) (#46)
- "London Girls" (1983) (#63)
- "My Melancholy Baby" (1983) (#51)
- "There In Your Eyes" (1984) (#91)
- "In Sickness and in Health" (1985) (#95)
- "Snooker Loopy" (med The Matchroom Mob) (1986) (#6)
- "Romford Rap" (med The Matchroom Mob) (1987) (#91)
- "Hot Shot Tottenham!" (med Tottenham Hotspur FC) (1987) (#18)
- "Flying (Home)" (1987) (#88)
- "When the Year Ends in 1" (med Tottenham Hotspur Football Club) (1991) (#44)